# 香川県名誉県民
香川県名誉県民（かがわけんめいよけんみん）は、香川県が功労ある県民を顕彰するために贈呈する栄誉称号。

## 概要
香川県名誉県民の称号は、香川県が1979年（昭和54年）に制定した香川県名誉県民条例（昭和54年3月23日香川県条例第1号）に基づき、「（香川）県の発展に著しい功績があり、県民の誇りとしてひとしく敬愛を受ける者」に贈られる（条例第1条）。
香川県名誉県民号の贈呈については、香川県知事が香川県議会の同意の上で選定するものとされ、同称号を贈られる対象者の条件としては、「地方自治の発達、社会福祉の向上、経済の発展、学術又は文化の振興その他県民の福利の増進に広く貢献し、その功績が卓絶していること」と「（香川）県に10年以上居住していること又は居住していたこと」が定められているが（条例第2条）、後者の居住期間については特に必要があると認められるときには短縮することが可能である。
また、1980年（昭和55年）4月1日には、県花であるオリーブの意匠をあしらった香川県名誉県民き章が制定されている。

## 香川県名誉県民一覧
香川県名誉県民の称号を贈られた人物は以下の通り。
| 公布年月日                 | 氏名     | 職業・経歴など             | 出典  |
| -------------------------- | -------- | -------------------------- | ----- |
| 1980年（昭和55年）7月16日  | 大平正芳 | 政治家（元内閣総理大臣）   | [ 3 ] |
| 1980年（昭和55年）12月3日  | 金子正則 | 政治家（元香川県知事）     | [ 4 ] |
| 1984年（昭和59年）12月22日 | 中川以良 | 実業家（元四国電力社長）   | [ 5 ] |
| 1988年（昭和63年）7月9日   | 前川忠夫 | 政治家（元香川県知事）     | [ 6 ] |
| 1992年（平成4年）7月14日   | 綾田整治 | 実業家（元百十四銀行頭取） | [ 7 ] |
| 1997年（平成9年）4月2日    | 芦原義重 | 実業家（元関西電力会長）   | [ 7 ] |
| 1999年（平成11年）8月20日  | 平井城一 | 政治家（元香川県知事）     | [ 8 ] |